# チャールズ・サムナー・テンター
チャールズ・サムナー・テンター（Charles Sumner Tainter、1854年4月25日 - 1940年4月20日）は、アメリカ合衆国の科学機器製造者、エンジニア、発明家である。アレクサンダー・グラハム・ベル、ベルのいとこのチチェスター・ベル、ベルの義父ガーディナー・グリーン・ハバードとの共同作業や、トーマス・エジソンの蓄音機を大幅に改良してグラフォフォンを開発したことで知られている。
その後、テンターはウェストバージニア州のインターナショナル・グラフォフォン社に所属し、自らも研究開発室を運営していたため、「トーキングマシンの父」（蓄音機の父）と呼ばれるようになった。

## 生涯
マサチューセッツ州ウォータータウンに生まれ、公立の小中学校に通った。高校や大学には通わず、ほとんど独学で知識を得た。
1873年、マサチューセッツ州ケンブリッジで望遠鏡を製造していたアルバン・クラーク・アンド・サンズ社に就職した。同社は1874年12月8日の金星の太陽面通過を観測するためにアメリカ海軍と契約し、テンターは観測隊員としてニュージーランドに派遣された。
1878年、マサチューセッツ州ケンブリッジポートに理化学機器を製造販売する店を開き、そこでアレクサンダー・グラハム・ベルと知り合った。その1年後、ベルからワシントンD.C.のボルタ研究所に呼ばれ、その後数年間、ベルとともに研究した。
この間、テンターはベル夫妻と共にいくつかの発明を行ったが、中でもフォトフォンと蓄音機の開発に力を注いだ。これは、エジソンの初期の蓄音機を大幅に改良したグラフォフォンに発展し、テイターはベル夫妻とともにいくつかの特許を取得した。後に、エジソンは、テンターがオーナーを務めるボルタ・グラフォン・カンパニーを特許侵害で訴えたが、両者の妥協により解決した。

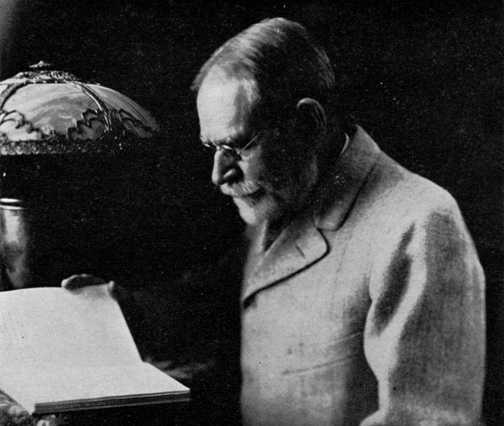
テンター（1919年）

1886年にライラ・R・マンロー(Lila R. Munro)と結婚した。その後数年間、ワシントンD.C.で働きながらグラフォフォンを完成させ、グラフォフォンを録音機として販売する会社を設立した。1887年、テインターはグラフォフォン・シリンダーの改良型として、らせん状に巻いた紙管を発明した。軽くて丈夫な紙管は、当初の目的とはかけ離れた、郵送用チューブや製品容器などとして広く使われるようになった。
1888年に重度の肺炎にかかり、その後も断続的に体調を崩したため、1903年に妻とともにカリフォルニア州サンディエゴに移住した。1924年に最初の妻を亡くした後、1928年にローラ・F・オンダードンク(Laura F. Onderdonk)と結婚した。テンターはグラフォフォンでいくつかの著名な賞を受賞している。
テンターは1940年にサンディエゴで死去した。

## 未発表の資料
テンターの死後の1947年、妻のローラは、現存する「ホームノートブック」を含むテンターの未発表の文章をスミソニアン協会の国立アメリカ歴史博物館に寄贈した。ホームノートブックには、1880年代にテンターがボルタ研究所で行ったプロジェクトの詳細が記された日課表が含まれている。
1950年、ローラは、サムナー・テンターが書いた「チャールズ・サムナー・テンターの回想録」の原稿を含む他の歴史的資料を寄贈した。この原稿の最初の71ページには、1887年までのテンターの経験と、コネチカット州ブリッジポートのグラフォフォン工場での仕事について書かれていた。

## 賞と栄誉
- 1881年のパリの電気博覧会で、前年のフォトフォンの共同発明に対して金メダルが授与された[3]。
- 1889年、グラフォフォン発明の功績により、フランス政府から教育功労章オフィシエの称号が授与された[3]。
- 1915年のサンフランシスコ万国博覧会では、グラフォフォンの功績により金メダルが授与された[3]。
- 1934年12月、アメリカ科学振興協会がテンターを同協会の名誉終身会員に任命した[3]。

## 特許
- アメリカ合衆国特許第 235,496号 Photophone Transmitter, filed September 1880, issued December 1880 (with Alexander Bell)
- アメリカ合衆国特許第 235,497号 Selenium Cell, filed September 1880, issued December 1880 (with Alexander Bell)
- アメリカ合衆国特許第 235,616号 Process of Treating Selenium To Increase Its Electric Conductivity, filed August 1880, issued December 1880 (with Alexander Bell)
- アメリカ合衆国特許第 241,909号 Photophonic Receiver, filed March 1881, issued May 1881 (with Alexander Bell)
- アメリカ合衆国特許第 336,173号 Telephone Transmitter (using a "jet of conductive fluid"), filed April 1885, issued February 1886
- アメリカ合衆国特許第 341,212号 Reproducing Sounds from Phonograph Records (without using a stylus), filed November 1885, issued May 1886 (with Alexander and Chichester Bell)
- アメリカ合衆国特許第 341,213号 Transmitting And Recording Sounds By Radiant Energy, filed November 1885, issued May 1886 (with Alexander and Chichester Bell)
- アメリカ合衆国特許第 341,214号 Recording and Reproducing Speech and Other Sounds (improvements include compliant cutting head, wax surface, and constant linear velocity disk), filed June 1885, issued May 1886 (with Chichester Bell)
- アメリカ合衆国特許第 341,288号 Apparatus for Recording and Reproducing Sounds (wax coated cylinder, pause and reverse mechanism), filed December 1885, issued May 1886
- アメリカ合衆国特許第 374,133号 Paper Cylinder for Graphophonic Records (helically wound), filed April 1887, issued November 1887
- アメリカ合衆国特許第 375,579号 Apparatus for Recording and Reproducing Speech and Other Sounds (with treadle drive designed for dictation), filed July 1887, issued December 1887
- アメリカ合衆国特許第 380,535号 Graphophone (with duplicate transcription), filed December 1887, issued April 1888
- アメリカ合衆国特許第 421,450号 Graphophone Tablet (hard "ozocerite" (carnauba wax) cylinder coating), filed November 1887, issued February 1890
- アメリカ合衆国特許第 428,646号 Machine for the Manufacture of Wax-coated Tablets for Graphophones (helically wound paper tubes), filed June 1889, issued May 1890